# Wilmington (Australia)
Wilmington – miasto w Australii, w stanie Australia Południowa.